# Christel Merian
Christel Merian (* 12. Februar 1933; † 29. November 2012; auch Christel Noack-Merian) war eine deutsche Schauspielerin und Synchronsprecherin.

## Leben
Christel Merian wurde dem deutschsprachigen Publikum vor allem durch ihre Stimme bekannt. Als Synchronsprecherin lieh sie diese international bekannten Schauspielkolleginnen wie Judi Dench (Henry V.), Louise Fletcher (u. a. Heartless, High School High), Kathleen Freeman (Blues Brothers und Blues Brothers 2000), Julie Harris (Acts of Love, When Love kills), Shirley Jones (Skip und die Farm der sprechenden Tiere) und Angie Dickinson (Diagnose: Mord).  Besonders bekannt ist sie auch als Synchronsprecherin in der Rolle der Wilma Feuerstein in der Zeichentrickserie Familie Feuerstein, die sie nach dem Tod von Inge Landgut übernahm und auch im Realfilm von 1994 (Darstellerin: Elizabeth Perkins) synchronisierte. In der deutschen Synchronfassung des Films Star Wars: Episode II – Angriff der Klonkrieger lieh Merian dem Charakter Jocasta Nu ihre Stimme.
Daneben wirkte Christel Merian auch bei Hörspielproduktionen mit (u. a. in Benjamin Blümchen, Bibi Blocksberg, John Sinclair, ...und nebenbei Liebe und Jan Tenner).
In Film und Fernsehen hingegen war sie ein seltener Gast. So spielte sie mehrmals in Günter Pfitzmanns Unterhaltungsreihe Berliner Weiße mit Schuss, neben Thekla Carola Wied im Mehrteiler Alles, was Recht ist, in Percy Adlons Drama Salmonberries, in der Familienserie Ich heirate eine Familie sowie der Agentenkomödie Gotcha! (mit Anthony Edwards, Linda Fiorentino und Klaus Löwitsch) und absolvierte Gastauftritte in den Fernsehserien Justitias kleine Fische, Siebenstein, Wolffs Revier und Im Namen des Gesetzes.

## Filmografie (Auswahl)
- 1977: Pfarrer in Kreuzberg laut DRA Fernsehspiele
- 1980: Wissen Sie es besser?! laut DRA Fernsehspiele
- 1982: Eine deutsche Revolution
- 1983: Zausel
- 1984: Berliner Weiße mit Schuß: diverse Rollen
- 1985: Tatort: Ordnung ist das halbe Sterben
- 1985: Gotcha! – Ein irrer Trip (Gotcha!)
- 1986: Alles, was Recht ist[2]
- 1986: Ich heirate eine Familie: Angie muss sich entscheiden
- 1987: Harald und Eddi: Nebenrolle als ältere Gattin (S01E01, Der Fußball)
- 1988: Siebenstein: Geschmackssache
- 1989:	Justitas kleine Fische: Ende einer Kaffeefahrt[3]
- 1989/91: Reise ohne Wiederkehr
- 1990: Steuergeheimnisse
- 1990: Liebling Kreuzberg (Serie), Ep. Blumen für den Rechtsanwalt
- 1991: Salmonberries
- 1995: Wolffs Revier: Klinkenputzer
- 1997: Die Straßen von Berlin: Endstation[4]
- 2000: Unser Charly

## Synchronrollen (Auswahl)
Betty White
- 1985: Love Boat (Fernsehserie) als Betsy Boucher
- 2005: Malcolm mittendrin (Fernsehserie) als Sylvia
- 2005–2008: Boston Legal (Fernsehserie) als Catherine Piper
- 2006: What’s Up, Dad? (Fernsehserie) als Mrs. June Hopkins
- 2007: Die Simpsons (Fernsehserie) als Betty White
- 2010: Du schon wieder als Großmutter Bunny

Julie Harris
- 1975: Die Zuflucht als Betsie ten Boom
- 1996: Acts of Love – In den Fängen der Sinnlichkeit als Josephs Mutter
- 1996: Der Weihnachtsbaum als Schwester Anthony

Louise Fletcher
- 1994: Das Kind einer anderen als Faye Maddox
- 1994: Tryst als Maggie
- 1995: Virtuosity als Elizabeth Deane

Anne Meara
- 1995: Pfundskerle als Alice Bushkin
- 2001: Ein ungewöhnlicher Fall als Evelyn Cataldi

Waheeda Rehman
- 2005: Water als Bhagavati
- 2009: Delhi 6 als Annapurna Mehra

### Filme/Serien
- 1960: Alexandra Stewart in Tarzan, der Gewaltige als Lori
- 1980: Helen Hanft in Willie & Phil als Autoverkäuferin
- 1980: Kathleen Freeman in Blues Brothers als Schwester Mary
- 1982: Doris Roberts in Boomer, der Streuner als Maxine
- 1984: Priscilla Pointer in Micki & Maude als Diana Hutchinson
- 1986: Hélène Surgère in Die Zeit des Verbrechens als Direktorin
- 1987: Doris Roberts in Cagney & Lacey als Helen Freitas
- 1987: Edie McClurg in Ein Ticket für Zwei als Angestellte der Autovermietung
- 1987: Eva Marie Saint in Love Boat als Helena Georgelos
- 1990: Georgann Johnson in Hart aber herzlich als Mrs. Capello
- 1992: Louise Latham in Quincy als Schwester Katherine Lowry
- 1993: Rosemary Murphy in Quincy als Dr. Diana Green
- 1994: Carole Cook in Quincy als Winslow
- 2002: Joan Plowright in Global Heresy als Lady Foxley

## Hörspiele
- 2009: Lady Bedfort Folge 25: Lady Bedfort und die Trauer der Zigeuner, Hörplanet, als Sophia Parker
- 1989: Die echten Ghostbusters Folge 8 (Seite A): Tante Louise und Scharlatan, Karussell Musik & Video GmbH, Hamburg, als Louise.